# Музей-садиба генерала М. І. Драгомирова
Музей-садиба генерала М. І. Драгомирова — історико-меморіальний музей у місті Конотоп, Сумської області, Україна, присвячений життю і звершенням російського військового і державного діяча, генерала, уродженця Конотопа Михайла Івановича Драгомирова (1830—1905), а також історико-військовому тлу його доби. Створений у 2007 році, музейний заклад є відділом міського краєзнавчого музею імені О. М. Лазаревського.

## Загальні та історичні дані
Музей-садиба генерала М. І. Драгомирова розміщується у декількох кімнатах будинку його колишньої садиби, і розташований за адресою:
вул. Драгомирова, буд. 18, м. Конотоп—41600 (Сумська область, Україна).
Музей працює щодня, з 8.00 до 17.00 (вихідні: субота, неділя).
Відкрито музейний заклад було в 2007 році після ретельної реставрації будинку садиби М. І. Драгомирова, а також створення відповідного експозиційного наповнення. Відтоді працює на правах структурного підрозділу-відділу Конотопського міського краєзнавчого музею імені О. М. Лазаревського.
Меморіальний комплекс генерала Михайла Драгомирова у Конотопі складається безпосередньо з садиби, пам'ятника-погруддя військовому діячеві біля її будівлі (автор — київський скульптор Б. С. Довгань, 1982), а також родинної усипальниці сім'ї Драгомирових біля Свято-Вознесенського кафедрального собору.

## З експозиції
В експозиції музею-садиби генерала М. І. Драгомирова представлені меблі кінця XIX — початку ХХ століття, картини місцевих художників та експонати, що ілюструють українсько-болгарську дружбу.

## Джерело
- Конотопський міський краєзнавчий музей імені О. М. Лазаревського (до 110-річчя з дня заснування музею в місті Конотопі). [Проспект] (автор тексту А. В. Метла, фото М. М. Ганзі), Конотоп, [2010]